# ヘンリー・ハミルトン (政治家)
ヘンリー・ハミルトン閣下（英語: Hon. Henry Hamilton、1693年3月3日洗礼 – 1743年6月3日）は、アイルランド王国の政治家。

## 生涯
グスタヴァス・ハミルトン（後の初代ボイン子爵）とエリザベス・ブルック（Elizabeth Brooke、1721年12月28日没、サー・ヘンリー・ブルックの娘）の三男として生まれ、1693年3月3日に洗礼を受けた。
1722年10月27日、メアリー・ドーソン（Mary Dawson、1770年没、ジョシュア・ドーソンの娘）と結婚した。
- ジョシュア（1784年没） - 1750年、メアリー・コックス（Mary Cox、1764年4月没、第2代準男爵サー・リチャード・コックス（英語版）の娘）と結婚、子供あり[3]
- サックヴィル（英語版）（1732年 – 1818年） - アイルランド庶民院議員。子供あり[3]
- ヘンリー（英語版）（1734年頃 – 1796年） - ケベック副総督、バミューダ総督（英語版）、ドミニカ総督（英語版）
- メアリー - 1763年10月4日、ナサニエル・プレストン（Nathaniel Preston、1796年没）と結婚、子供あり[3]

1725年から1727年までドニゴール県のセント・ジョンズタウン選挙区の代表として、1730年から1743年までドニゴール・カウンティ選挙区の代表としてアイルランド庶民院議員を務めた。
1743年6月3日に死去した。